# Natotoppmötet i Lissabon 2010
Natotoppmötet i Lissabon 2010 var ett Natotoppmöte som hölls i Lissabon i Portugal mellan 19 och 20 november 2010. Toppmötet ägde rum på Feira Internacional de Lisboa i Parque das Nações (Nationernas Park). Det var det första toppmötet som leddes av Anders Fogh Rasmussen, som påbörjat sin mandatperiod som Natos generalsekreterare i augusti 2009.
Medlemsstaterna antog ett nytt strategiskt koncept som ersatte det föregående som antagits vid  Natotoppmötet i Washington 1999. Övriga diskussionsämnen vid mötet gällde aktuella utmaningar som terrorism och cyberattacker, samt utvecklingen av ett gemensamt missilförsvar.
Medlemmarna samlades också tillsammans med Afghanistans president Hamid Karzai för att diskutera organisationens insatser i landet. De enades om ett gradvis tillbakadragande med slutdatum 2014. Samtidigt fastslog organisationen vikten av fortsatta tränings- och utbildningsinsatser riktade till Afghanistans militär- och polisstyrkor.

## Deltagare

### Från medlemsstaterna

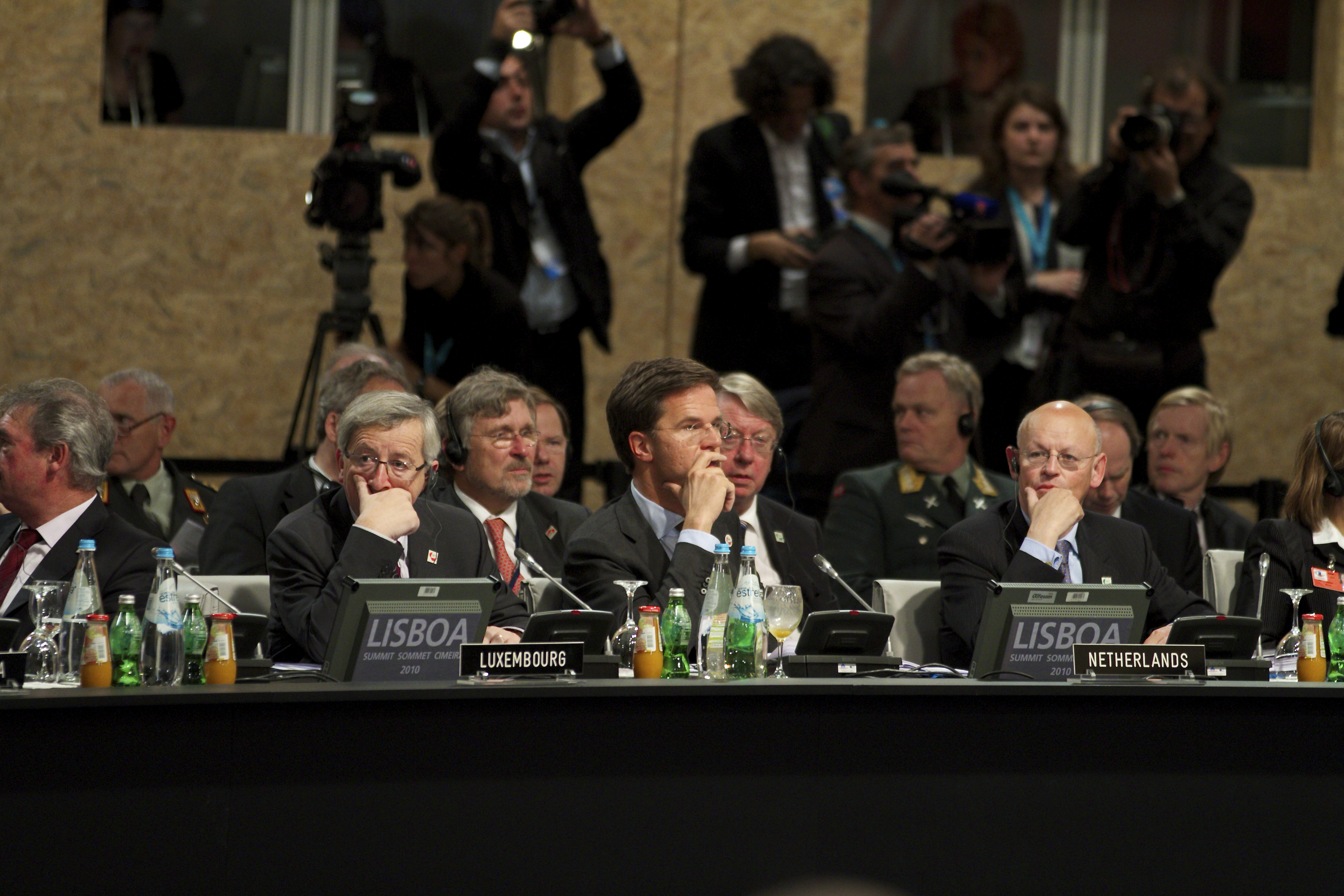
(från vänster till höger) Luxemburgs premiärminister Jean-Claude Juncker, Nederländernas premiärminister Mark Rutte och utrikesminister Uri Rosenthal.

| - Albanien – president Bamir Topi - Belgien – Prime Minister Yves Leterme - Bulgarien – president Georgi Parvanov - Kanada – premiärminister Stephen Harper - Kroatien – president Ivo Josipović - Tjeckien – premiärminister Petr Nečas - Danmark – premiärminister Lars Løkke Rasmussen - Estland – premiärministerAndrus Ansip - Frankrike – President Nicolas Sarkozy - Tyskland – rikskansler Angela Merkel - Grekland – premiärminister George Papandreou - Ungern – premiärminister Viktor Orbán - Island – premiärminister Jóhanna Sigurðardóttir - Italien – premiärminister Silvio Berlusconi | - Lettland – premiärminister Valdis Dombrovskis - Litauen – president Dalia Grybauskaitė - Luxemburg – premiärminister Jean-Claude Juncker - Nederländerna – premiärminister Mark Rutte - Norge – premiärminister Jens Stoltenberg - Polen – president Bronisław Komorowski - Portugal – premiärminister José Sócrates - Rumänien – president Traian Băsescu - Slovakien – president Ivan Gašparovič - Slovenien – premiärminister Borut Pahor - Spanien – premiärminister José Luis Rodríguez Zapatero - Turkiet – president Abdullah Gül - Storbritannien – premiärminister David Cameron - USA – president Barack Obama |

### Övriga deltagare
Källa: 
- Afghanistan – president Hamid Karzai
- Armenien – utrikesminister Eduard Nalbandyan
- Australien – premiärminister Julia Gillard och försvarsminister Stephen Smith
- Österrike – president Heinz Fischer
- Azerbajdzjan – president Ilham Aliyev
- Bosnien och Hercegovina
- Finland – president Tarja Halonen
- Georgien – president Mikheil Saakashvili
- Irland – president Mary McAleese
- Jordanien – premiärminister Samir Rifai
- Makedonien – president Gjorge Ivanov
- Malaysia – premiärminister Najib Tun Razak
- Mongoliet – president Tsakhiagiin Elbegdorj
- Nya Zeeland – utrikseminister Murray McCully
- Ryssland – president Dmitry Medvedev (landets första delegat sedan utbrottet av Kriget i Georgien 2008)[1]
- Singapore
- Sydkorea
- Sverige – premiärminister Fredrik Reinfeldt
- Förenade Arabemiraten
- FN – generalsekreterare Ban Ki-moon

## Dagordning

### Nytt strategiskt koncept
Vid toppmötet förväntades medlemmarna anta ett nytt strategiskt koncept för att ersätta det gamla som antagits 1999. Inför toppmötet hade  generalsekreterare Anders Fogh Rasmussen förberett ett utkast för diskussion. Rasmussen uppgav att målet med det nya strategiska konceptet var att "bekräfta Natos kärnuppgift – territoriellt försvar – men modernisera hur vi genomför det, inklusive cyberförsvar och missilförsvar." En expertgrupp ledd av USA:s tidigare utrikesminister Madeleine Albright tog fram en rapport för att underlätta utarbetandet av det nya konceptet. Det nya konceptet tog upp asymmetriska hot som terrorism, massförstörelsevapen och cyberattacker som kan störa kraftinfrastrukturen.
Under toppmötets första dag, fredagen den 19 november, enades medlemsländerna om att anta det nya strategiska konceptet för de kommande tio åren. Dokumentet tog upp vikten av växande hot mot internationell säkerhet och betonade på nytt alliansens engagemang för samarbete med blivande medlemmar och Ryssland. Konceptet fick titeln "Active Engagement, Modern Defence" och omfattade 11 sidor.